# Mads Larsen (fodboldspiller)
 For alternative betydninger, se Mads Larsen (flertydig). (Se også artikler, som begynder med Mads Larsen)
Mads Larsen (født 20. september 2001) er en dansk fodboldspiller, der spiller for Silkeborg IF.